# Lucilia rubrella
Lucilia rubrella är en tvåvingeart som först beskrevs av Robineau-desvoidy 1863.  Lucilia rubrella ingår i släktet Lucilia och familjen spyflugor.
Artens utbredningsområde är Frankrike. Inga underarter finns listade i Catalogue of Life.